# Добросав Обрадовић
Добросав П. Обрадовић (Рођен је 3. маја 1987. године.) је српски пјесник родом је из златиборске варошице Чајетине.
Као предшколац, стварао је табле стрипова. У првом разреду, илустровао је корице и један дио илустрација у књизи Михаила Ћуповића (Ћупа) „Хајде, деда, коњ ми буди!“. У другом разреду му је објављена збирка пјесама и илустрација „Песме о животињама“. Затим су се низале нове и нове збирке…

## Љубивоје Ршумовић о Добросаву Обрадовићу
Добросав Обрадовић је надарен младић. Да би се за некога рекло да је надарен – мора имати у виду колико је радознао, колико спреман на игру, колико у игри слободан и креативан. Добросав све то јесте. Такве дечаке треба храбрити: да им тај креативни приступ раду постане животно опредељење, да све што раде буде тако интенирано, да радује њега самог, а затим и све оне који то читају, гледају, који у томе уживају.
Добросав је и трагач, проналазач, планинар… Он се пење на освојене и неосвојене врхове српског језика, храбро и самоуверено, као најискуснији… Ја се надам да Добросав има у себи снаге да прочита и све оно што су други освојили, што су други написали, што су други пронашли, да се не би губио у поновном трагању за већ освојеним пределима. Да, не дај, Боже, не почне да пише „Горски вијенац“, а да не зна да је то Његош већ обавио у 20. веку, и то на најбољи начин.
Љубивоје Ршумовић